# Edmond van Eetvelde
Pour les articles homonymes, voir Van Eetvelde.
Le baron Edmond van Eetvelde (Postel, 21 avril 1852 - Bruxelles, 8 décembre 1925) est un diplomate et un secrétaire-général de l'État indépendant du Congo de septembre 1894 à octobre 1900. Il a été le proche collaborateur à ce poste du souverain de l'État indépendant du Congo le roi Léopold II de Belgique.
Il est également connu pour avoir fait construire à Bruxelles la maison de maître appelée Hôtel van Eetvelde, sa demeure privée, par le célèbre architecte belge Art nouveau Victor Horta, en 1898.

## Biographie
Stanislas Marie Léon Edmond van Eetvelde, né à Postel le 21 avril 1852, est le fils d'Antoine Van Eetvelde. Il est issu d'une famille francophone d'Alost, ses parents provenant toutefois de la région de Mol. Il épouse le 26 mai 1885 Esther Le Vionnois à Alost qui lui donne trois enfants.
Il fait ses études moyennes à l'Athénée de Liège, puis suit les cours de l'Institut supérieur de Commerce à Anvers où il obtient son diplôme en 1871 avec grande distinction. Cela lui vaut une bourse qui lui permet de partir en Chine pour étudier les possibilités de commerce dans ce pays. Il arrive à Shanghaï en 1872. Il établit rapidement sur place un rapport exposant les possibilités existant pour la Belgique de construire des chemins de fer en Chine. Il travaille sur place pour le service des douanes de Pekin puis de Canton. Six ans après son départ, il revient en Belgique où il remet un rapport détaillé de ses activités. Il gardera notamment de ce séjour un souvenir précis de l'action des Pères de Scheut qui étaient très actifs en Chine et soutiendra cette congrégation pour ses missions au Congo.
En 1878, il entame une carrière consulaire au ministère des Affaires étrangères. Il est envoyé comme consul de l'Inde britannique à Calcutta puis à Bombay et est promu consul général de Belgique le 7 septembre 1880. Il revient des Indes au bout de six mois à cause de problèmes de santé. Il travaille ensuite au ministère des Affaires étrangères sous la direction du baron Lambermont. Ce dernier, familier du roi Léopold II, le recommande à son souverain pour gérer les intérêts de l'État du Congo.

En mai 1885, le roi Léopold II considère que la façade que constitue l'Association internationale du Congo (A.I.C.) n'est plus nécessaire après la Conférence de Berlin. Léopold II a en effet obtenu, au nom de l'A.I.C., 2 344 000 km2 de territoires qui constitueront l'État indépendant du Congo (EIC). Cette dernière appellation n'était d'ailleurs pas encore utilisée au moment de la Conférence de Berlin et ne sera employée qu'à partir du 1er août 1885. Pour le gouvernement de l'EIC, il nomme trois administrateurs généraux, dont l'un, Edmond van Eetvelde, est chargé des Affaires étrangèressur la proposition du ministre du roi Joseph de Riquet de Caraman-Chimay. Malgré la présence d'Auguste Lambermont, principal conseiller du roi, il exerce des attributions importantes non seulement pour les affaires étrangères mais aussi en matière de justice et de culte. Il participe au Conseil royal, organisme informel qui administre l'État Indépendant du Congo jusqu'en 1890.

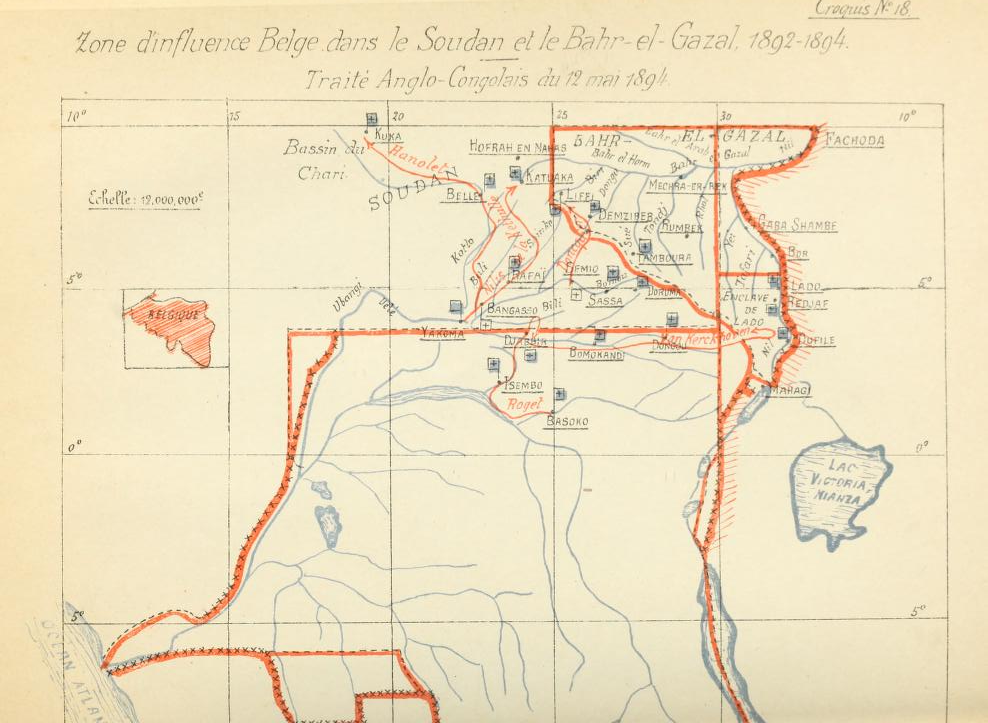
tracé des frontières nord du Congo, Fachoda et Lado.

En 1887, il intervient dans les négociations délicates entre la France et l'État indépendant du Congo pour fixer ses frontières nord et ouest. Après l'expédition de l'explorateur belge Alphonse Van Gele vers les sources de l'Ubangi cette fixation étant devenue possible. Ces négociations permettent de conclure un accord en 1887, entre la France et le roi Léopold II, sur un tracé au nord par le Mbomou et à l'est par la rivière Ubangi au lieu du méridien du 17° et la latitude de 4° nord .
En 1888, Van Eetvelde défend les intérêts de l'État Indépendant du Congo en face du ministre des Affaires étrangères du Portugal José Vicente Barbosa du Bocage qui revendique pour la colonie d'Angola les territoires de l'ancien Royaume Lunda. Les Portugais finirent par accepter le Kwango comme limite jusqu’au 8° de latitude sud où elle suit le parallèle vers l'est jusqu'à la rivière Kasaï.
En 1890, il reste le seul administrateur général de l'État indépendant du Congo en poste après la démission de Maximilien Strauch chargé des affaires intérieures et d'Hubert Van Neuss chargé des finances. Ceux-ci voulaient protester contre les ordonnances du roi qui créaient de facto un monopole d'État sur les deux produits principaux congolais : l'ivoire et le caoutchouc.
En 1893, il intervient directement dans la négociation entre les émissaires anglais et l'État indépendant du Congo. Celui-ci avait pris pied avec quelques effectifs dans la vallée du Haut Nil à Bahr el-Ghazal. Les Anglais s'inquiétaient surtout du fait que les Français s'intéressaient également à cette région du fait de sa proximité du bassin du Nil. Il valait donc mieux que le roi Léopold II passe de leur côté. Une convention est signée avec les Britanniques qui cèdent à bail à Léopold II, pour la durée de son règne, des territoires situés entre le 30° de longitude est et la rive du Nil jusqu'à Fachoda ainsi que ceux situés entre le 30° et le 25° de longitude est. Le roi tire ainsi également parti des efforts d'Émile Francqui pour obtenir le 12 mai 1894 ce bail avec l'Angleterre , agissant comme tutrice de l'Égypte. Il cède en échange une bande de territoire du lac Albert au lac Tanganyka. Plus tard, cet accord a été encore remis en question et seule l'enclave de Lado a subsisté, jusqu'en 1910.
Dès les années 1890, la question de l'annexion de l'État indépendant du Congo par la Belgique devient de plus en plus cruciale dans les débats politiques belges. Inquiet sur la situation financière de l'État indépendant du Congo, le gouvernement belge demande à van Eetvelde des renseignements précis à ce propos. Ce dernier accède à leur demande et s'efforce de convaincre les personnalités politiques belges qu'il s'agit d'une entreprise rentable agissant ainsi en accord avec la volonté du roi Léopold II . Les négociations à ce sujet entamées en 1894 n'aboutissent qu'en 1908 en raison de la frilosité et des revirements des différentes coalitions gouvernementales belges.
En 1897, lors de l'exposition coloniale de Tervueren au Musée royal de l'Afrique centrale van Eetvelde déploie tous ses efforts pour en faire une réussite. Cela lui vaut le titre de baron .

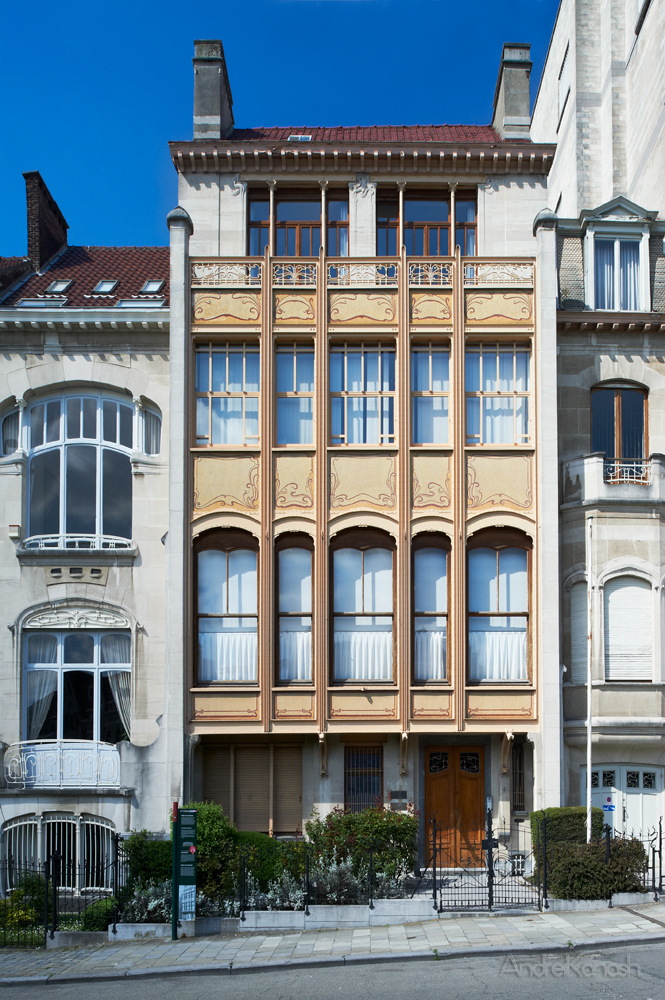
Art-nouveau Bruxelles, Hôtel van Eetvelde.

En juillet 1898, van Eetvelde est victime d'une maladie nerveuse qui le conduit finalement à démissionner en février 1901 de son poste de secrétaire-général de l'État indépendant du Congo. Il reste toutefois après cette date conseiller du roi Léopold II.
À partir de 1906, il se consacre à sa carrière dans le monde des affaires. Il a été président et administrateur de nombreuses sociétés financières belges telles que la Compagnie du Chemin de fer du Congo Supérieur aux Grands Lacs africains et la Banque de Bruxelles.
Edmond van Eetvelde meurt à Bruxelles le 8 décembre 1925 et est enterré au cimetière de Mol.

## Hommages et distinctions
Il obtient le 31 décembre 1897, concession de noblesse et le titre de baron transmissible par ordre de primogéniture masculine. Sa devise est : « In arduis fides » (Loyauté dans l'adversité).
Il est nommé ministre d'État de l'État indépendant du Congo en février 1901.
Il a reçu les distinctions suivantes :
- Grand officier de l'ordre de la Couronne ;
- Commandeur de l'ordre de Léopold ;
- Grand officier de la Légion d'honneur ;
- Grand cordon de l'ordre de Saint-Grégoire-le-Grand (Vatican) ;
- Grand cordon de l'ordre du Christ (Portugal) ;
- Chevalier de l'ordre de la couronne royale de Prusse.

## Publications
Annales du musée du Congo (séries sur la botanique, la zoologie, l'ethnographie et l'anthropologie), publication de l'État indépendant du Congo sur instruction d'Edmond Van Eetvelde, Bruxelles, 1898.